# Chōei Satō
Chōei Satō (佐藤 長栄?, Satō Chōei; Prefettura di Yamagata, 15 aprile 1951) è un allenatore di calcio ed ex calciatore giapponese, di ruolo portiere.

## Carriera

### Calciatore
Dopo aver militato nei club calcistici del liceo di Yonezawa e dell'università di Chuo, a partire dal 1974 fece parte della rosa del Furukawa Electric, con cui disputò 141 incontri in quattordici stagioni di massima divisione, vincendo due titoli nazionali e uno continentale.

#### Nazionale
Conta una presenza in Nazionale, in occasione di un incontro con la Malaysia tenutosi il 21 luglio 1978.

### Dopo il ritiro
Ritiratosi dal calcio giocato nel 1988, negli anni successivi ricoprì degli incarichi nello staff tecnico di alcune squadre, fra cui il JEF United, lo Shimizu S-Pulse e il Brummel Sendai, di cui divenne allenatore nella stagione 1996.

## Statistiche

### Presenze e reti nei club
| Stagione | Squadra                  | Campionato | Campionato | Campionato |
| Stagione | Squadra                  | Comp       | Pres       | Reti       |
| -------- | ------------------------ | ---------- | ---------- | ---------- |
| 1974     | Furukawa Electric        | JSL1       | 0          | 0          |
| 1975     | Furukawa Electric        | JSL1       | 0          | 0          |
| 1976     | Furukawa Electric        | JSL1       | 16         | -?         |
| 1977     | Furukawa Electric        | JSL1       | 12         | -?         |
| 1978     | Furukawa Electric        | JSL1       | 12         | -?         |
| 1979     | Furukawa Electric        | JSL1       | 9          | -?         |
| 1980     | Furukawa Electric        | JSL1       | 1          | -?         |
| 1981     | Furukawa Electric        | JSL1       | 10         | -?         |
| 1982     | Furukawa Electric        | JSL1       | 18         | -?         |
| 1983     | Furukawa Electric        | JSL1       | 18         | -?         |
| 1984     | Furukawa Electric        | JSL1       | 15         | -?         |
| 1985-86  | Furukawa Electric        | JSL1       | 22         | -?         |
| 1986-87  | Furukawa Electric        | JSL1       | 5          | -?         |
| 1987-88  | Furukawa Electric        | JSL1       | 3          | -?         |
|          | Totale Furukawa Electric |            | 141        | -?         |

## Palmarès

### Competizioni nazionali
- Japan Soccer League: 2

1976, 1985-1986
- Japan Soccer League Cup: 3

1977, 1982, 1987
- Coppa dell'Imperatore: 6

1976
- Campionato d'Asia per club: 1

1986